# 가이우스 율리우스 히기누스
가이우스 율리우스 히기누스(라틴어: Gaius Julius Hyginus, 기원전 64년경 ~ 기원후 14년)는 라틴어 작가로, 유명한 알렉산드로스 폴리히스토르의 제자이자 카이사르 아우구스투스의 자유민이다. 수에토니우스의 De Grammaticis, 20에 따르면, 그는 아우구스투스에 의해 팔라틴 도서관의 관장으로 선출되었다. 히기누스의 출신이 이베리아반도인지 알렉산드리아인지는 확실하지 않다.
수에토니우스는 히기누스가 노년기에 큰 빈곤에 처했다고 전했고, 역사가 클로디우스 리키니우스도 이것과 비슷한 기록을 남겼다. 히기누스는 방대한 권수의 책을 쓴 저자이며, 그의 작품으로는 지형 및 전기 논문, 헬비우스 킨나 및 베르길리우스 시에 대한 논평, 농업 및 양봉에 관한 논고 등이 있다. 이 작품들은 모두 현재 소실되었다.
히기누스의 신화에 관한 논문을 축약해서 쓴 것으로 보이는 학부 주해 두 권이 히기누스의 이름으로 오늘날까지 전해지는데, 하나는 《이야기》(Fabulae) 모음집, 다른 하나는 〈시적 천문학〉(Poetical Astronomy)이다.

## 참고 문헌
- Grant, Mary (transl.), The Myths of Hyginus (Lawrence: University of Kansas Press, 1960).
- Marshall, P.K. (ed.), Hyginus: Fabulae (Munich: Saur, 1993 [corr. ed. 2002]).
- Rose, Herbert Jennings (ed.), Hygini Fabulae (Leiden: A.W. Sijthoff, 1934 [2nd ed. 1963]). The standard text, in Latin.
- Smith, R. Scott & Trzaskoma, Stephen M. (transl.), Apollodorus' Library and Hyginus' Fabulae: Two Handbooks of Greek Mythology (Indianapolis/Cambridge: Hackett Publishing, 2007), ISBN 978-0-87220-821-6.
- This article incorporates text from  Chisholm, Hugh, 편집. (1911). 〈Hyginus, Gaius Julius〉. 《브리태니커 백과사전》 11판. 케임브리지 대학교 출판부.